# Val Thorens
Val Thorens és una estació d'esports d'hivern situada a la vall de Tarentèsa, una vall secundària que s'estén al marge esquerre (sud) als Alps francesos. Forma part del domini esquiable de les 3 Vallées ("les 3 Valls") juntament amb les Menuires, Méribel i Courchevel. Fou inaugurada l'any 1971.
Situada a la capçalera d'una vall d'orientació nord-sud, no compta amb gairebé cap arbre, i amb la base urbanitzada a 2.300 m, és l'estació d'Europa situada a més alçada -pel que fa a "poble", no pel que fa a cota màxima. Aquesta és Zermatt, als Alps suïssos amb 3.880 m.

## Toponímia
“Val Thorens” és un topònim creat, igual que l'estació. Està format per una referència a un relleu, la “Val”, que es pot considerar com a “etiqueta”, associada al nom d'un xalet i d'una pastura alpina (alpage). Thorens és també el nom de la vall per on flueix la riera de Thorens, que neix a les glaceres de Thorens i Caron.

## Història
El Consell General de Savoia (CGS), volia instal·lar una estació d'esports d'hivern a Tarentaise, va escollir inicialment la vall de Belleville, però es va trobar enfrontat amb la població de la vall. L'elecció va recaure finalment a Courchevel. Després de l'èxit de la nova estació veïna, l'alcalde Nicolas Jay va agafar la idea de desenvolupar una estació d'esquí, presa pel seu successor, el diputat Joseph Fontanet. Es va convocar a un únic promotor, la Société d'équipement de la vallée des Belleville (SODEVAB). Tanmateix, l'experiència d'aquest singular promotor i el seu projecte d'estació a l'actual nivell de les Menuires va esdevenir en fracàs.
Una nova promotora privada -Super-Tignes-, dirigida per Pierre Schnebelen, en el marc del Plan neige de 1964, es va fer càrrec del projecte l'any 1968 i va proposar la construcció d'una estació a més altitud al nivell de la vall dels Thorens. Es tractaria d'una estació amb una capacitat de 35.000 a 50.000 llits, i segons les deliberacions del CGS del 17 de març de 1969 "una quinzena de telefèrics d'alta velocitat, 40 remuntadors clàssics, 30 de glaceres i remuntadors, altres instal·lacions: golf, pista de gel, curling, piscines, tennis per a l'estiu".
A fi de permetre l'esquí d'estiu, el promotor demana la rebaixa de la glacera Péclet i la glacera Chavière, situades a la zona inviolable del Parc Nacional de la Vanoise. D'aquesta situació sorgeix un "Afer Vanoise". La majoria de personalitats polítiques que formen part del Consell d'Administració del Parc Nacional es mostren més aviat favorables al projecte d'ampliació del domini esquiable fins al cor del parc, com també ho és l'assemblea del Consell General de Savoia.
El municipi de Modane, propietari de la glacera, només va acceptar vendre-la a canvi de la construcció d'una petita estació a la Val Chavière, a Mauriena. L'octubre de 1969, el primer ministre va donar el vistiplau per a la construcció de la nova estació i el desenvolupament del seu domini, es van iniciar les primeres ubicacions. La promoció publicitària de la futura estació s'inicia als diferents mitjans de comunicació, presentant especialment la glacera al seu domini esquiable.

## Innovació tecnològica
L'estació destaca per la implantació de remuntadors innovadors com ara els funitels, els telecadires desembragables de doble embarcament (tots dos desenvolupats localment a començaments dels 90) o un dels telefèrics més grans del món. Tot plegat és fruit d'un redreçament en la política d'expansió i explotació del domini esquiable, fixada a finals dels anys 80 amb els següents objectius:
- Reduir el nombre de remuntadors (tot servint -almenys- les mateixes pistes).
- Augmentar-ne la capacitat horària (per cenyir-se a la demanda creixent).
- Disminuir-ne els costs d'explotació i manteniment (bàsicament a través d'una reducció de la mà d'obra, que en tot cas no caldria en haver-hi menys remuntadors a vigilar).
- Mantenir-los oberts més temps (menys sotmesos a les inclemències meteorològiques).

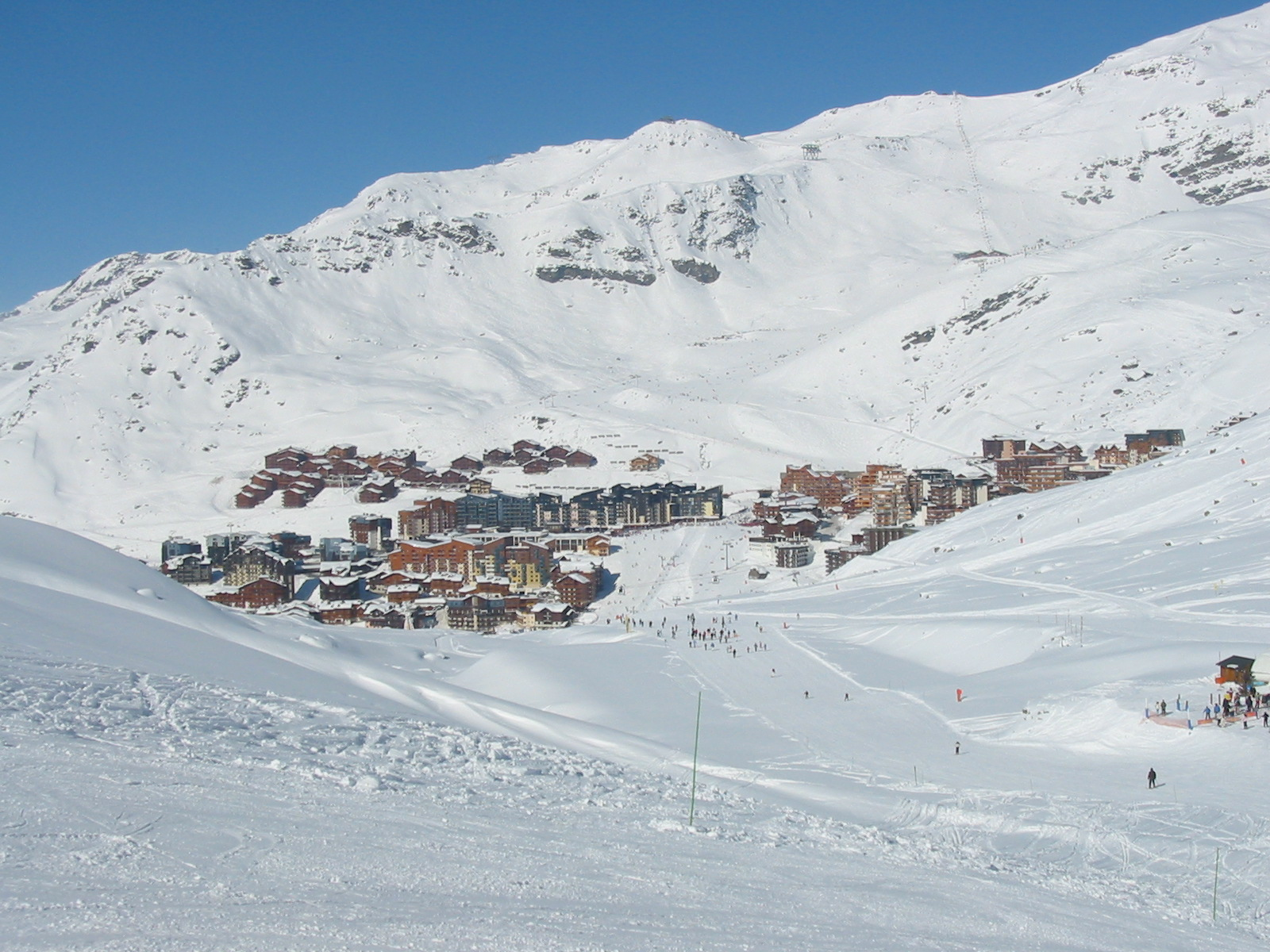
Vista del nucli de Val Thorens.

El primer dels funitels fou inaugurat el 1990, tot comunicant el poble amb la gelera de Peclet, a 3.000 metres d'altitud (i lloc d'esquí d'estiu). Prèviament la línia comptava amb un telecabina de 4 places de 1.080 persones/h, capacitat que havia esdevingut insuficient. A més, les condicions meteoròligues adverses, sobretot el vent, en forçaven l'aturada uns 15 dies per temporada. L'estació decidí doncs buscar-hi un subsitut que, ultra presentar una major capacitat, permetés una explotació sota condicions més adverses, estant menys jornades aturat. En col·laboració amb Denis Creissels i a partir dels concepte previ del DMC, l'estació desenvolupà el primer funitel del món. Compta amb una capacitat de 3.000 p/h i és capaç de funcionar amb vents de fins a 30 m/s, cosa que ha reduït el nombre de dies d'aturada a 1.
Els telecabines desembregables de doble embarcament foren també desenvolupats (i patentats) localment, amb l'objectiu d'augmentar la capacitat dels remuntadors per tal de no haver-ne d'augmentar-ne el nombre, cosa que hagués representat un major impacte ambiental.
Compta a més amb un telefèric, el de Caron, que en ser inaugurat el 1982 era el més gros del món. Amb una capacitat horària de 1.800 persones/h, les seves cabines acullen 150 persones cada una. Salva un desnivell de 880 m de cop (amb només un pòrtic intermedi) fins a arribar als 3.190 m de la cota superior.

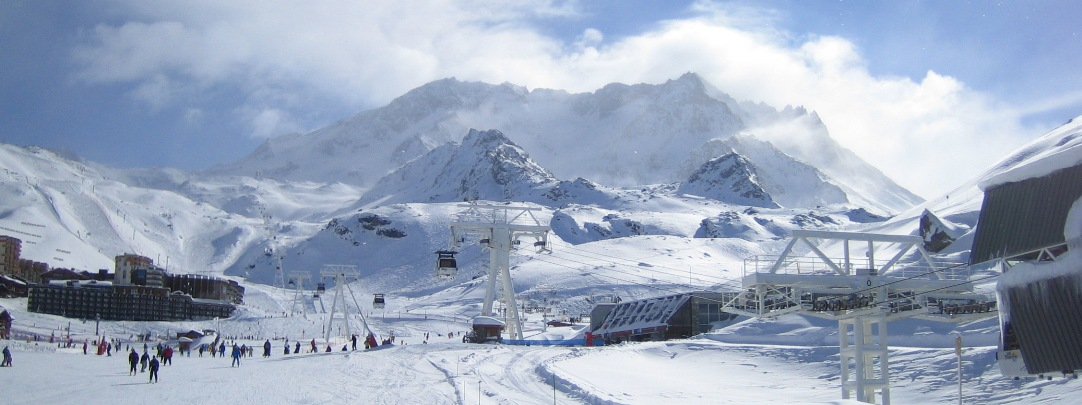
L'Aiguille de Péclet des de la sortida del Funitel de Péclet, a l'estació de Val Thorens.